# Jill Gascoine
Jill Gascoine, född 11 april 1937 i Lambeth, London, död 28 april 2020 i Los Angeles, Kalifornien, var en brittisk skådespelerska.
För svensk TV-publik är hon mest känd från TV-serierna Onedinlinjen (1976–1979) och som den kvinnliga polisen Maggie i Kommissarie Maggie (The Gentle Touch) (1980–1984).
År 1984 valdes hon till årets populäraste TV-personlighet i Storbritannien.
I sitt andra äktenskap var hon från 1986 och fram till sin död 2020 gift med skådespelaren Alfred Molina.